# Alisha Tatham
Alisha Tatham (14 de outubro de 1986) é uma basquetebolista profissional canadense.

## Carreira
Alisha Tatham integrou a Seleção Canadense de Basquetebol Feminino em Londres 2012 que terminou na oitava colocação.